# Папська академія наук

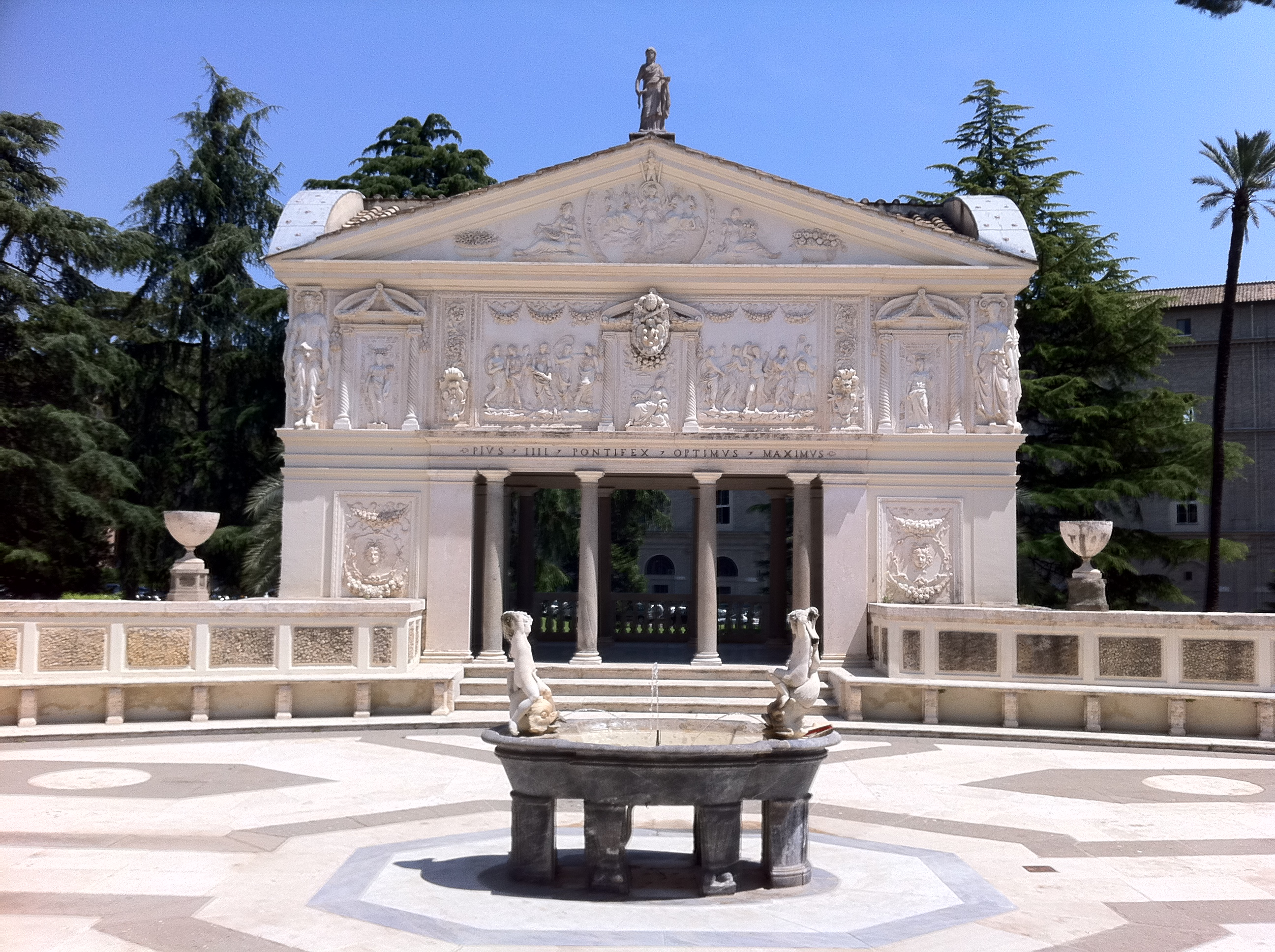

Папська академія наук (італ. Pontificia accademia delle scienze) — ватиканська академія, заснована в 1936.

## Історія академії
У Ватикані існує Папська академія наук, до складу якої входить багато інститутів.
Папська академія наук сягає своїм корінням в Академію деї Лінчеї (Accademia dei Lincei), яка була заснована в Римі в 1603 році як перша виключно наукова академія у світі. Accademia dei Lincei досягла міжнародного визнання, але не пережила смерті свого засновника Федеріко Чезі.
У 1847 р. Папа Пій IX відновив Академію як Папську академію dei Nuovi Lincei. Папа Пій XI оновив і відновив Академію в 1936 році і дав їй теперішню назву.
З 1936 р. Папська академія наук набуває дедалі більш міжнародного характеру. Продовжуючи роботу окремих наук, вона наголошує на зростаючому значенні міждисциплінарної співпраці.

## Робота академії
Академія основана на основних питаннях:
- Фундаментальна наука
- Наука і техніка
- Етика і політика науки
- Фізика
- Астрономія
- Хімія
- Земля
- Математика
- Прикладні науки
- Філософія
- Історія наук.

## Члени Академії
- Гульєльмо Марконі (фізика, 1909)
- Макс Планк (фізика, 1918)
- Нільс Бор (фізика, 1922)
- Поль Дірак (фізика, 1933)
- Ервін Шредінгер (фізика, 1933)
- Александер Флемінг (фізіологія, 1945)
- Чарлз Гард Таунс (фізика, 1964)
- Оге Нільс Бор (фізика, 1975)
- Дейвід Балтімор (фізіологія, 1975)
- Пол Берг (хімія, 1980)
- Рита Леві-Монтальчині (фізіологія, 1986)
- Джозеф Маррі (фізіологія, 1990)
- Гері Беккер (економіка, 1992)